# Wulfstan di Hedeby
Wulfstan di Hedeby (latino: Haithabu) (fl. IX secolo) è stato un viaggiatore e mercante vissuto alla fine del IX secolo.
I racconti dei suoi viaggi, come quelli di un altro mercante, Ottar di Hålogaland, furono inclusi nella traduzione fatta da Alfredo il Grande delle Histories di Orosio. Non è chiaro se Wulfstan fosse inglese o se provenisse da Hedeby, nell'odierna Germania vicino alla città di Schleswig.
Secondo questo racconto, Wulfstan intraprese un viaggio per mare da Hedeby al centro di commercio di Truso attorno all'anno 880. Egli cita le terre e le coste che ha attraversato.
Potrebbe trattarsi del primo utilizzo del termine "Danimarca" (o "Danemearcan").
| Controllo di autorità | VIAF (EN) 60540551 · ISNI (EN) 0000 0000 2538 6019 · CERL cnp00420888 · LCCN (EN) n85325235 · GND (DE) 120729849 · J9U (EN, HE) 987007428690905171 |